# Sylvinho
Sylvio Mendes Campos Junior (São Paulo, 12 de abril de 1974), conocido como Sylvinho, es un exfutbolista y entrenador brasileño. Desarrolló su carrera como jugador durante los años 1990 y 2000. Como entrenador, dirige desde 2023 a la selección de Albania.

## Trayectoria

### Como jugador
Empezó jugando en el Corinthians, equipo con el que ganó dos Ligas y una Copa de Brasil.
En 1999 fichó por el Arsenal F. C. En el equipo inglés permaneció dos temporadas en las que jugó 55 partidos de liga. Además llegó a la final de la Copa de la UEFA en la temporada 1999-00 en la que el Arsenal perdió ante el Galatasaray S. K. en la tanda de penales.
En 2001 llegó al R. C. Celta de Vigo. Debutó en la Primera División de España el 30 de septiembre de 2001 en el partido entre Deportivo de La Coruña y Celta de Vigo, partido que empataron 2 a 2. Con su nuevo equipo consiguió un cuarto puesto en liga en la temporada 2002-03, siendo este el mejor resultado liguero del Celta de Vigo en su historia junto con el cuarto puesto conseguido en la temporada 1947-48. Sin embargo, en la temporada siguiente, el Celta de Vigo descendió a Segunda División, siendo esa la última temporada de Sylvinho en el conjunto gallego.
En 2004 ingresó en las filas del F. C. Barcelona a cambio de 2 millones de euros, equipo con el que ganaría una Liga en su primera temporada. En su segunda temporada, la temporada 2005-06, conseguiría ganar la Supercopa de España, la Liga nuevamente y la Liga de Campeones. Tras dos años en blanco, en la temporada 2008-09 consiguió con el Barcelona el triplete: la Liga, la Copa del Rey y la Liga de Campeones, llegando a disputar esta última final como titular.
El 3 de junio de 2009 el F. C. Barcelona anunció en su web que su contrato que finalizaba el 30 de junio no sería renovado, finalizando así cinco años gloriosos en Barcelona donde conquistó dos Ligas de Campeones, tres ligas, una Copa del Rey y dos Supercopas de España.
El 24 de agosto de ese año, ya con 35 años, firmó un contrato de un año con el Manchester City, volviendo así a la Premier League. El 8 de junio de 2010, tras un solo año, el Manchester City comunicó la rescisión de su contrato, junto con los de Martin Petrov y Benjani Mwaruwari.

### Como entrenador
Comenzó su trayectoria como técnico desarrollando las funciones de ayudante en Cruzeiro, de Tite en Corinthians y en la selección de Brasil, así como de Roberto Mancini en el Inter de Milán.
El 27 de mayo de 2019 inició su carrera como primer entrenador de la mano del Olympique de Lyon. Sin embargo, fue despedido el 7 de octubre del mismo año tras encadenar 7 partidos sin ganar en la Ligue 1.
El 23 de mayo de 2021 empezó su segunda aventura en los banquillos tras firmar con el Corinthians hasta diciembre de 2022. Consiguió clasificar al equipo para la Copa Libertadores tras finalizar en el quinto puesto del campeonato liguero, pero el siguiente 2 de febrero fue destituido tras perder ante Santos F. C. en el Campeonato Paulista.
El 2 de enero de 2023 se convirtió en nuevo seleccionador de Albania con el objetivo de clasificarla para la Eurocopa 2024. Esto lo consiguieron a falta de una jornada para el final de la fase de clasificación tras empatar contra Moldavia y sumar así el punto que les faltaba para lograrlo. Como muestra de agradecimiento, le fue concedida la ciudadanía albanesa. Sin embargo, el seleccionado quedaría eliminado en la fase de grupos después de sumar tan solo un punto en tres jornadas. A pesar de ello renovó su contrato hasta diciembre de 2025 para intentar la clasificación a la Copa Mundial de 2026.

## Selección nacional
Fue internacional con la selección de Brasil en seis ocasiones. Su debut como internacional se produjo en 2000 en un amistoso ante Gales. En 1997 había recibido su primera convocatoria para un partido contra Rusia, aunque no llegó a debutar. No alcanzó a disputar la Copa del Mundo.

## Clubes

### Como jugador
| Club                  | País       | Año       | Partidos | Goles |
| --------------------- | ---------- | --------- | -------- | ----- |
| S. C. Corinthians     | Brasil     | 1994-1999 | ?        | ?     |
| Arsenal F. C.         | Inglaterra | 1999-2001 | 62       | 5     |
| R. C. Celta de Vigo   | España     | 2001-2004 | 107      | 1     |
| F. C. Barcelona       | España     | 2004-2009 | 128      | 3     |
| Manchester City F. C. | Inglaterra | 2009-2010 | 10       | 0     |

### Como entrenador
| Club              | País    | Año       | PJ | PG | PE | PP | Efectividad |
| ----------------- | ------- | --------- | -- | -- | -- | -- | ----------- |
| Olympique de Lyon | Francia | 2019      | 11 | 3  | 4  | 4  | 39.39%      |
| S. C. Corinthians | Brasil  | 2021-2022 | 43 | 16 | 14 | 13 | 48.06%      |
| Albania           | Albania | 2023-act. | 26 | 10 | 7  | 9  | 47.43%      |
| Total             | Total   | Total     | 80 | 29 | 25 | 26 | 46.67%      |

## Palmarés

### Títulos estatales
| Título              | Club              | Estado    | Año  |
| ------------------- | ----------------- | --------- | ---- |
| Campeonato Paulista | S. C. Corinthians | São Paulo | 1995 |
| Campeonato Paulista | S. C. Corinthians | São Paulo | 1997 |
| Campeonato Paulista | S. C. Corinthians | São Paulo | 1999 |

### Títulos nacionales
| Título                          | Club              | País       | Año  |
| ------------------------------- | ----------------- | ---------- | ---- |
| Copa de Brasil                  | S. C. Corinthians | Brasil     | 1995 |
| Campeonato Brasileño de Serie A | S. C. Corinthians | Brasil     | 1998 |
| Charity Shield                  | Arsenal F. C.     | Inglaterra | 1999 |
| Primera División de España      | F. C. Barcelona   | España     | 2005 |
| Supercopa de España             | F. C. Barcelona   | España     | 2005 |
| Primera División de España      | F. C. Barcelona   | España     | 2006 |
| Supercopa de España             | F. C. Barcelona   | España     | 2006 |
| Copa del Rey                    | F. C. Barcelona   | España     | 2009 |
| Primera División de España      | F. C. Barcelona   | España     | 2009 |

### Títulos internacionales
| Título                       | Club            | Sede  | Año  |
| ---------------------------- | --------------- | ----- | ---- |
| Liga de Campeones de la UEFA | F. C. Barcelona | París | 2006 |
| Liga de Campeones de la UEFA | F. C. Barcelona | Roma  | 2009 |

### Distinciones individuales
| Distinción               | Año  |
| ------------------------ | ---- |
| Equipo del Año de la PFA | 2001 |

## Vida privada
Tiene dos hijos, un niño y una niña.

### Nacionalidad
Sylvinho fue fichado por el Arsenal F. C. de Inglaterra con un pasaporte portugués falsificado, lo que provocó un escándalo en el país cuando se supo la noticia y produjo su migración hacia el fútbol español.
En agosto de 2004 le fue concedida la nacionalidad española, y en mayo de 2024, la nacionalidad albanesa.